# RSH-12
RSH-12（RSh-12/RSh-12.7：ロシア語: РШ-12/РШ-12.7）は、ロシアで開発された大口径回転式拳銃である。

## 概要
ロシアのKBPトゥーラ器械製造設計局が2014年に開催された銃火器の展示会で発表した大口径拳銃で、12.7x55mmという拳銃用としては異例の大口径弾を使用する大型拳銃である。
トゥーラ設計局では同じ弾薬である12.7x55mm弾を使用する、ブルパップ方式の突撃銃である「ASh-12.7」及びブルパップ式の狙撃銃である「VKS」を開発しており、RSh-12はこれと同じ弾薬を使用する系列武器として開発された、と考えられているが、詳細については不明点が多い。
ASh-12及びVKSはロシア連邦保安庁（FSB）において対テロ部隊の装備として用いられていることから、同じ弾薬を使用するバックアップ用拳銃として開発された、との考察もあるが、これについても詳細については不明である。
2014年以前の銃器展示会において、全体的な形状は酷似しているが細部が異なるモデルが出展されており、2014年に発表されたものが最終的な段階の量産モデルであるかについても不明である。

## 構成
RSh-12は銃身が回転式弾倉（シリンダー）の下側にある「アンダーバレル」方式の回転式拳銃（リボルバー）で、銃身上部には4個の冷却孔（ベンチレーテッド・リブ）と見られる長円形の孔が開口されている。銃身上部及び下部にはほぼ銃身部の全長と同じ長さの“ピカティニー・レール”として知られるものに酷似したアクセサリー装着レールが設けられている。
公表されている数値によれば装弾数は5発で、シリンダーは円筒系ではなく角柱の頂点の面を削ったような鋭角的な変形多角形状となっている。シリンダーは銃の左側面に向かって開く方式で、写真を見る限りでは通常のリボルバーと同じ下方開き式である。
撃鉄機構については詳しい説明がないため不明であるが、特別な機構であるとの説明はされていない。

## 登場作品
『PAYDAY 2』
Jiu Feng Smuggler Pack 3の追加武器。 RUS-12 Angry Tigerの名称で登場。
『クロスファイア』
RSH-12の名称で登場。
『Escape from Tarkov』
『コール オブ デューティ モダン・ウォーフェアIII』
TYRの名称で登場。

## 参照元
- Meet The RSh-12: The Most Powerful Revolver in The World is Russian ※2017年2月7日閲覧
- Штурмовой револьвер РШ-12 из Тулы ※2017年2月7日閲覧
- Револьвер штурмовой РШ-12 (12,7 мм) ※2017年2月7日閲覧